# Kinesisk dvärgrördrom
Kinesisk dvärgrördrom (Botaurus sinensis) är en huvudsakligen asiatisk fågel i familjen hägrar inom ordningen pelikanfåglar.

## Utseende
Kinesisk dvärgrördrom är med en kroppslängd på 38 centimeter jämnstor med både dvärgrördrom och kanelrördrom, det vill säga en liten häger. Sittande fågel har till skillnad från dessa rosabrun mantel och skapularer, med vinfärgat ansikte och halssidor. I flykten kontrasterar gulbruna vingtäckare med mörkbruna handpennor. Ungfågeln är ljusare än motsvarande dräkt hos dvärgrördrommen, med unikt för arten streckade skapularer. Arten förekommer i vassbälten i våtmarker samt i översvämmade risfält.

## Läten
Fågeln är mestadels tystlåten men i flykten kan ett mjukt "kakak kakak" höras.

## Utbredning och systematik
Kinesisk dvärgrördrom har en vid utbredning i Asien, Australasien och Oceanien. Den häckar från Indien, sydöstra Ryssland och Japan genom centrala och östra Kina samt Taiwan till Sydostasien, vidare via Stora och Små Sundaöarna, Filippinerna, eventuellt Nya Guinea och norra Salomonöarna (Bougainville) till västra Mikronesien. Arten förekommer också i Oman och i Seychellerna. 2013 upptäcktes även en koloni utmed Egyptens Röda havs-kust. Nordliga populationer flyttar söderut vintertid.

### Släktestillhörighet
Tidigare placerades arten i Ixobrychus tillsammans med andra små rördrommar, men inkluderas sedan 2024 med de större rördrommarna i Botaurus baserat på genetiska studier. Redan 1987 visade Sheldon med hjälp av DNA-DNA-hybridisering att amerikansk dvärgrördrom står närmare amerikansk rördrom snarare än de två andra Ixobrychus-arterna i studien (kanelrördrom och dvärgrördrom). I Päckert m.fl. (2014) som använde DNA-streckkodning stod amerikansk dvärgrördrom närmare de tre Botaurus-arterna i studien snarare än de övriga Ixobrychus-arterna.
Hruska m.fl. (2023), den hittills mest omfattande genetiska studien av hägrar, bekräftar systerskapet mellan amerikansk dvärgrördrom och Botaurus-rördrommarna, men också att den likaledes amerikanska arten strimryggig dvärgrördrom står närmare denna grupp än övriga dvärgrördrommar. Amerikansk dvärgrördrom och även strimryggig dvärgrördrom skulle därför kunna brytas ut i egna släkten, alternativt flyttas till Botaurus. Med tanke på amerikanska dvärgrördrommens likhet med typarten för Ixobrychus dvärgrördrommen, så pass att de tidigare har behandlats som en och samma art, anses en bättre lösning vara att inkludera alla dvärgrördrommar i ’’Botaurus’’. Att så olikstora arter ryms i ett och samma släkte kan förklaras med att evolutionen i denna grupp gått relativt fort, där stora arter utvecklats snabbt ur mindre.

## Status
Arten har ett stort utbredningsområde och en stor världspopulation på mellan 100 000 och en miljon individer. Populationstrenden är överlag osäker, med vissa delpopulationer minskande i antal och andra ökande. Internationella naturvårdsunionen IUCN betraktar den inte som hotad och placerar den därför i hotkategorin livskraftig (LC).

## Bilder

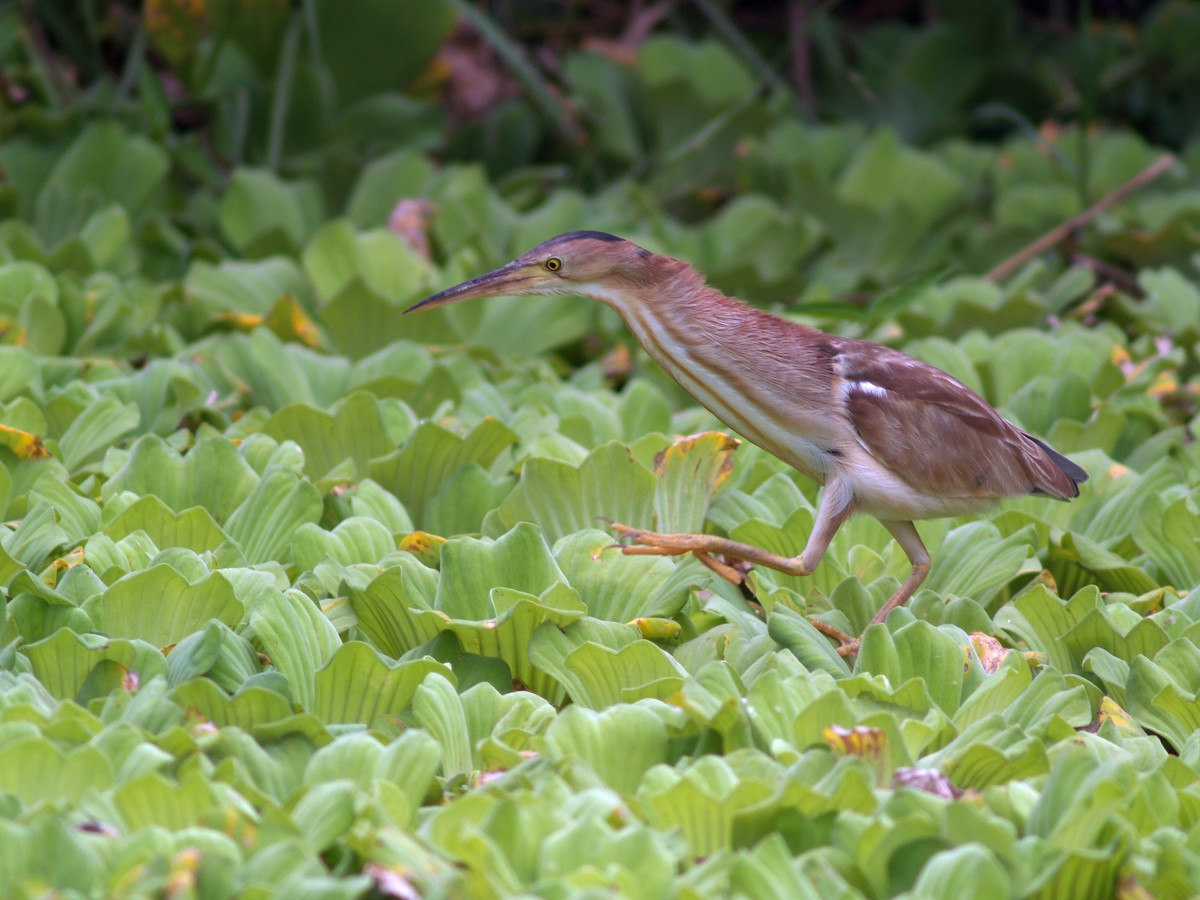
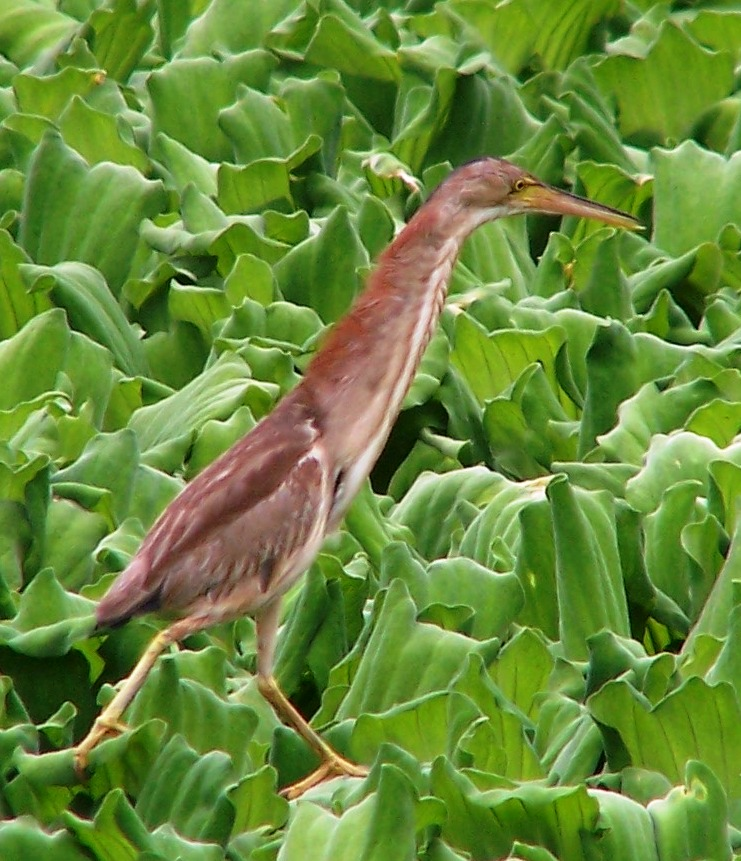
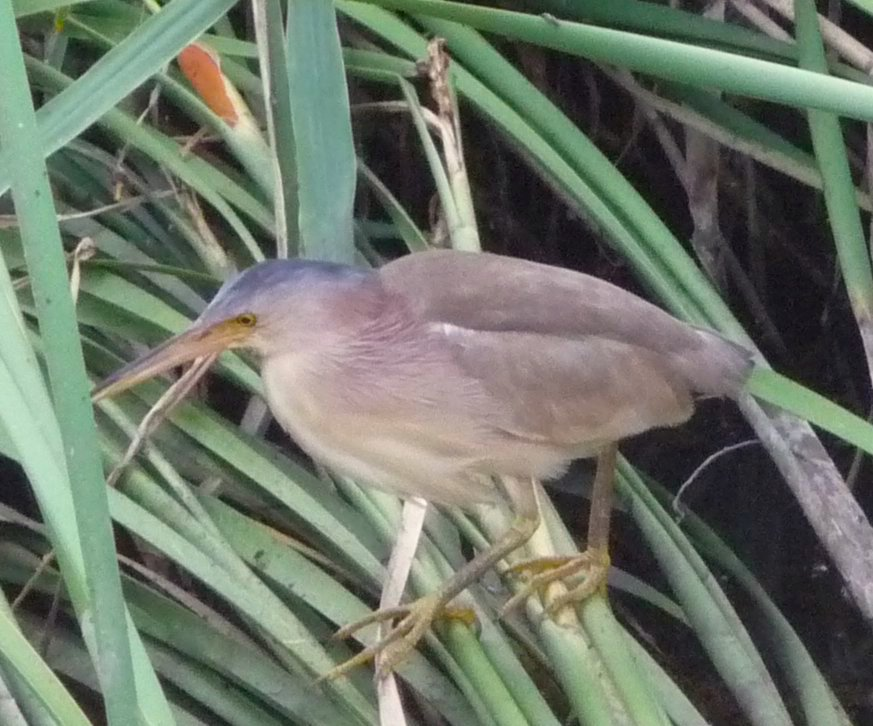
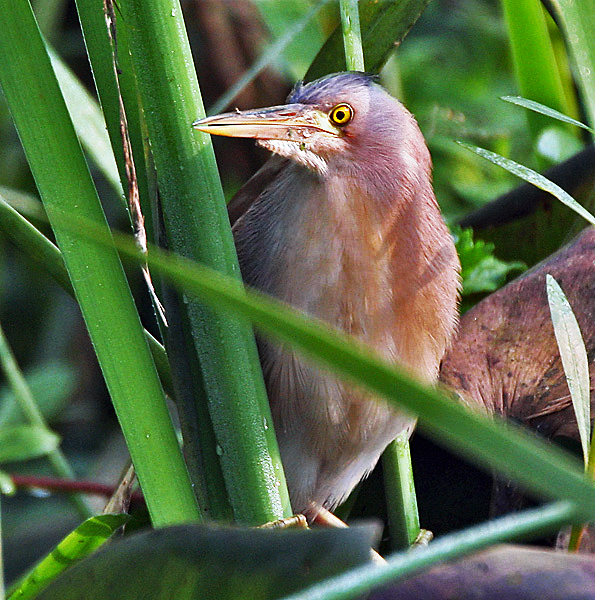
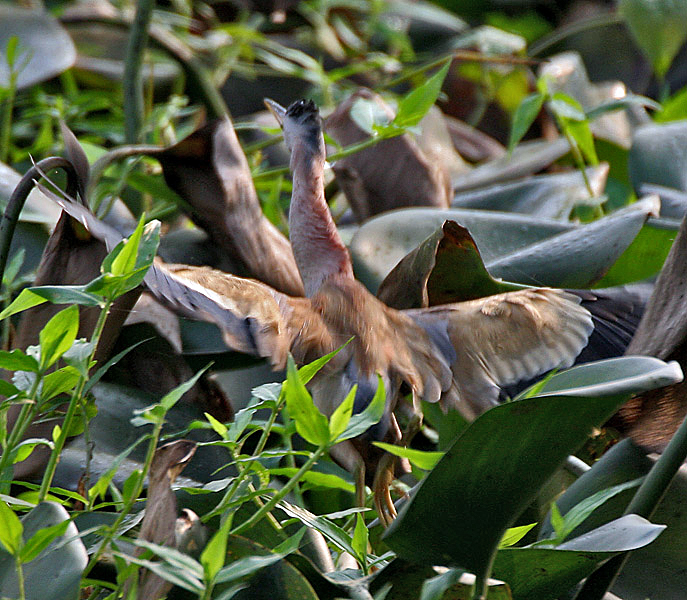
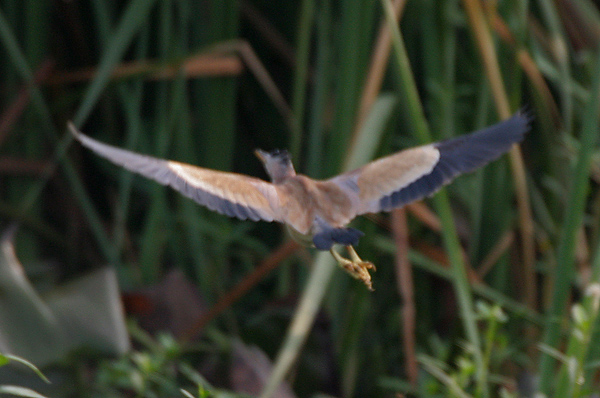